# الآلات المتحركة بذاتها
الآلات المتحركة بذاتها هي الآلات المصنوعة بحيث تتحرك حركات مرتبة بقوة خارجية نحو قوة العناصر كالماء والريح وغيرها لا بقوة الإنسان. وألف فيها الخوارزمي وابن حيان وغيرهما.